# Faro Girardin
Faro Girardin is een Belgisch bier van spontane gisting.
Het bier wordt gebrouwen in Brouwerij Girardin te Sint-Ulriks-Kapelle.
Het is een licht amberkleurig bier, type faro, met een alcoholpercentage van 5%. Faro is een mengsel van oude en jonge lambiek waar niet vergistbare zoetstoffen aan werden toegevoegd.